# Krantzolaspina
Krantzolaspina is een mijtengeslacht uit de familie van de Parholaspididae. De wetenschappelijke naam van het geslacht werd voor het eerst geldig gepubliceerd in 1989 door Datta en Bhattacharjee.

## Soorten
- Krantzolaspina angustatus (Ishikawa, 1987)
  - = Proparholaspulus angustatus Ishikawa, 1987
  - = Indutolaelaps jiroftensis Hajizadeh et al., 2017
- Krantzolaspina rebatii Datta & Bhattacharjee, 1989
- Krantzolaspina solimani (Metwali, 1983)
  - = Neoparholaspulus solimani Metwali, 1983